# Meromacrus abdominalis
Meromacrus abdominalis är en tvåvingeart som beskrevs av Sack 1920. Meromacrus abdominalis ingår i släktet Meromacrus och familjen blomflugor.
Artens utbredningsområde är Peru. Inga underarter finns listade i Catalogue of Life.